# HMS H5
HMS H5 – brytyjski okręt podwodny typu H. Zbudowany w roku 1915 w Canadian Vickers w Montrealu, gdzie okręt został wodowany 1 kwietnia 1915 roku. Rozpoczął służbę w Royal Navy w czerwcu 1915 roku. Pierwszym dowódcą został Lt. C.H. Varley.
W 1916 roku był w składzie Ósmej Flotylli Okrętów Podwodnych stacjonującej w Yarmouth, pod dowództwem Lt. Cromwella H. Varleya. 
14 lipca 1916 roku HMS H5 zauważył SM U-51 w ujściu rzeki Ems, w czasie wychodzenia na kolejny patrol. Okręt przeprowadził celny atak torpedowy, w wyniku którego U-Boot zatonął. Zginęło 34 członków załogi, a czterech przeżyło.
2 marca 1918 roku okręt został pomylony z niemieckim okrętem podwodnym i staranowany na Morzu Irlandzkim przez brytyjski statek „Ruthergle”. Nikt z załogi H5 nie przeżył.